# Poder pastoral
Poder pastoral, concepto de Michel Foucault hace referencia a cómo el Estado moderno integró en sí una antigua forma de poder creada por las instituciones cristianas. Estas se relacionan con los individuos y la comunidad de forma pastoral, es decir, se preocupa de todos y cada uno por separado (en una relación individual como en la confesión y el circuito de los sacramentos) durante toda su vida, para asegurar su salvación en el más allá, en oposición al poder político que es inmanente. Dicho poder se ejerce explorando y guiando las almas y conciencias de los individuos produciendo una verdad de sí. El poder pastoral se legitima por la búsqueda de la salvación y, sobre todo, por no ser un poder destinado a un fin privado. Su objetivo es la salvación de todos y su actor social con mayor ejercicio de poder, el pastor, tiene una carga en este rol.
El Estado moderno subsumió algunas de estas características creando una matriz de individualización, que pretende que esta salvación del individuo se convierta en un aseguramiento de su vida cotidiana frente a la incertidumbres de la reproducción material de la vida. Las funciones pastorales fueron asumidas por diversos funcionarios e instituciones del estado: policías, maestros, médicos, psiquiatras, etc., y por el tejido social mismo, particularmente la familia. El resultado es la producción deliberada de una forma de subjetividad. La sociedad en su conjunto fue movilizada por el estado y sus instituciones para asumir las tareas pastorales, que son, en definitiva, relaciones de poder que lejos de competir entre ellas, provocan una sinergia eficiente gracias a una adecuada delimitación por parte de las instituciones y las disciplinas en su penetración de los individuos.
“Omnes et singulatium: hacia una crítica de la razón política” En “La vida de los hombres infames.” Edit. La Piqueta, 1990. Igualmente, “La filosofía analítica de la política.”